# سرخیو پرز (بازیکن فوتبال، زاده ۱۹۹۷)
سرخیو پرز (انگلیسی: Sergio Pérez؛ زادهٔ ۴ ژوئن ۱۹۹۷) بازیکن فوتبال اهل اسپانیا است.
از باشگاه‌هایی که در آن بازی کرده‌است می‌توان به باشگاه فوتبال آلمریا اشاره کرد.